# ماركوس لي
ماركوس لي (14 سبتمبر 1994 بسان فرانسيسكو في الولايات المتحدة - ) (بالإنجليزية: Marcus Lee)‏ هو لاعب كرة سلة أمريكي في مركز هجوم قوي الجسم. لعب مع كنتاكي وايلد كاتس ‏.

## وصلات خارجية
- ماركوس لي على موقع سبورتس رفرنس (الإنجليزية)
- ماركوس لي على موقع كرة السلة الأوروبية.كوم (الإنجليزية)
- ماركوس لي على موقع كلية كرة السلة في سبورتس رفرنس.كوم (الإنجليزية)
- ماركوس لي على موقع ريلجم (الإنجليزية)
- ماركوس لي على موقع بروبوليرز (الإنجليزية)
- ماركوس لي على موقع سبورتس رفرنس (الإنجليزية)
- ماركوس لي على موقع سبورتس رفرنس (الإنجليزية)